# Bahnhof Bremen-Burg

Der Bahnhof Bremen-Burg, ehemals Burg-Lesum, ist ein Bahnhof im Bremer Stadtteil Burglesum. In dem Trennungsbahnhof zweigt die Strecke nach Bremen-Vegesack von der Strecke Bremen–Bremerhaven ab.

## Geschichte
Der Bahnhof Burg-Lesum wurde nördlich des Flusses Lesum in der preußischen Provinz Hannover zwischen dem preußischen Ort Lesum und dem südlich des Flusses gelegenen bremischen Landgemeinde Burg in den Jahren 1861/1861 errichtet. Er wurde am 23. Januar 1862 zusammen mit der Bahnstrecke Bremen–Geestemünde eröffnet. Am 8. Dezember 1862 folgte die Eröffnung der hier abzweigenden Strecke nach Grohn-Vegesack.
Der Bahnhof gewann als Vorortbahnhof für die stadtbremischen Häfen rasch an Bedeutung und erreichte ein Größe von über 20 Gleisen.
1902 wurden im Bahnhof die mechanischen Stellwerke BM, BN und BS der Bauform Jüdel in Betrieb genommen. 1912 folgte die mechanische Befehlsstelle BUF, später BF, der Bauform Siemens & Halske. 1913 wurde ein neues Empfangsgebäude errichtet.
Nachdem erst Burg und danach 1939 auch die Gemeinde Lesum in die Stadt Bremen eingemeindet wurden, wurde der Bahnhof zwischen 1939 und 1941 in Bremen-Burg umbenannt.
Bei der Deutschen Bundesbahn waren die Bediensteten im Bahnhof der Dienststelle des Bahnhofs Bremen-Vegesack unterstellt.
Als ersten Schritt einer Modernisierung der Bahnstrecke Bremen–Bremerhaven baute die Deutsche Bundesbahn den Bahnhof von 1980 bis 1982 um: Im März 1980 wurde mit dem Abriss des westlich der Gleise liegenden Empfangsgebäudes, das die Fahrkartenausgabe beinhaltete, begonnen. Als Provisorium stand ab März 1980 auf dem Ladegleis ein umgebauter Reisezugwagen, der als Fahrkartenschalter, Expressgutabfertigung und Warteraum diente. Im April 1980 begann die Bundesbahn mit dem Neubau eines schlichten zweigeschossigen Empfangsgebäudes mit einer Grundfläche von 52 mal 12 Metern mit einer 25 Quadratmeter großen Eingangshalle mit Fahrkartenausgabe und Expressgutabfertigung im Erdgeschoss und der Stellwerkskanzel im Obergeschoss sowie mit Verkaufsräumen für den Fahrgastverkehr, Aufenthaltsräumen für Bundesbahn-Bedienstete, einem Elektrokarren-Raum, Werkstätten und Schutzräumen. Nach früheren Plänen war das Stellwerk nicht im selben Trakt geplant. Die Bundesbahn gab die Kosten für den Umbau im Jahr 1980 mit 1 Million Deutsche Mark für die Hochbauten und 5 bis 6 Millionen Mark für das Stellwerk und die Leit- und Sicherungstechnik an. Im großen Bahnhofsgebäude zwischen den Gleise wurden bereits Jahre zuvor die Gaststätten geschlossen. Danach diente es noch als Dienststelle für Bahnmeisterei und Signalmeisterei und beinhaltete zwei Bundesbahn-Dienstwohnungen. Im August 1982 wurden die mechanischen Stellwerke außer Betrieb und das neue Relaisstellwerk Bf am 30. August in Betrieb genommen, von dem aus am 11. November 1991 die Fernsteuerung des Stellwerks Of im Bahnhof Osterholz-Scharmbeck in Betrieb genommen wurde. Das Gebäude zwischen den Gleisen wurde nach Inbetriebnahme des neuen Empfangsgebäudes abgerissen. Im Relaisraum wurde zudem Platz gelassen für eine nie umgesetzte Integrierung des Stellwerks von Vegesack.
Um den Einsatz längerer Züge auf der Linie RS1 zu ermöglichen, verlängert die Deutsche Bahn seit 2023 die Bahnsteige von 168 Meter auf 180 Meter. Die Deutsche Bahn begann 2023 mit den Bauarbeiten für ein elektronisches Stellwerk der Bauform SIMIS D zum Ersatz des Relaisstellwerks und rechnete Anfang 2025 mit einer Inbetriebnahme im zweiten Halbjahr 2025. Für die Bedienung bis zur Fertigstellung des Bedienstandorts Bremen nördlich des Hauptbahnhofs wurde neben dem Stellwerk ein Bediencontainer errichtet.

## Infrastruktur
Der Bahnhof umfasst die vier durchgehenden Hauptgleise der beiden jeweils zweigleisigen Bahnstrecken Bremen–Bremerhaven und Bremen-Burg–Bremen-Vegesack sowie ein Ausweichgleis an der Strecke Bremen–Bremerhaven. Zwischen den Gleisen Richtung Bremerhaven und den Gleisen Richtung Bremen-Vegesack gibt es im nördlichen Bahnhofskopf keine Weichenverbindung mehr.
An denen durchgehenden Hauptgleisen liegen ein Haus-, ein Mittel- und ein Seitenbahnsteig, die mit einer Personenunterführung miteinander verbunden sind. Der nördliche Teil des Hausbahnsteigs bildet einen Kombibahnsteig mit mehreren Bushaltestellen.
Die Bahnsteige haben eine Bahnsteighöhe von 76 cm über Schienenoberkante und sind stufenfrei erreichbar.
Im südlichen Bahnhofskopf liegt die Eisenbahnbrücke Bremen-Burg über den Fluss Lesum.

## Verkehr
Um 1980 verkehrten zwischen Bremen und Vegesack sowie Richtung Bremerhaven jeweils 30 Personenzug-Paare.
Der Bahnhof wird von zwei Linien der Regio-S-Bahn Bremen/Niedersachsen bedient, die beide von der NordWestBahn betrieben werden:
| Linie | Verlauf | Takt                                                                                  |
| ----- | --- | ------------------------------------------------------------------------------------- |
| RS 1  | Bremen-Farge – Bremen Turnerstraße – Bremen Kreinsloger – Bremen Mühlenstraße – Bremen-Blumenthal – Bremen Klinikum Nord/Beckedorf – Bremen-Aumund – Bremen-Vegesack – Bremen-Schönebeck – Bremen-St. Magnus – Bremen-Lesum – Bremen-Burg – Bremen-Oslebshausen – Bremen-Walle – Bremen Hbf – Bremen-Sebaldsbrück – Bremen-Mahndorf – Achim – Baden (Kr Verden) – Etelsen – Langwedel – Verden (Aller) Stand: Fahrplanwechsel Dezember 2023 | 30 min 15 min (Vegesack–Bremen Hbf werktags) 60 min (Bremen Hbf–Verden am Wochenende) |
| RS 2  | Bremerhaven-Lehe – Bremerhaven Hbf – Bremerhaven-Wulsdorf – Loxstedt – Lunestedt – Stubben – Lübberstedt – Oldenbüttel – Osterholz-Scharmbeck – Ritterhude – Bremen-Burg – Bremen Hbf – Bremen-Hemelingen – Dreye – Kirchweyhe – Barrien – Syke – Bramstedt (b Syke) – Bassum – Twistringen Stand: Fahrplanwechsel Dezember 2023 | 60 min 30 min (Bremen Hbf–Bremerhaven-Lehe in der HVZ-Lastrichtung)                   |